# Dimitar Ewtimow
Dimitar Iwanow Ewtimow (bulgarisch Димитър Иванов Евтимов; * 7. September 1993 in Schumen) ist ein bulgarischer Fußballtorhüter, der seit 2020 bei ZSKA Sofia unter Vertrag steht.

## Karriere

### Nottingham Forest
Im Juli 2011 wechselte der 17-jährige Dimitar Ewtimow aus seiner bulgarischen Heimat in die Jugendakademie des englischen Zweitligisten Nottingham Forest. Im Verlauf der Hinrunde der Saison 2011/12 spielte er kurzzeitig auf Leihbasis für die unterklassigen Vereine FC Ilkeston und Gainsborough Trinity. Im Juli 2013 folgte eine weitere Ausleihe zum englischen Fünftligisten Nuneaton Town. Sein Debüt für Nottingham Forest gab er am 21. April 2014, als er beim 2:0-Auswärtserfolg über Leeds United in der 80. Minute für Dorus de Vries eingewechselt wurde. Am 19. August wechselte er auf Leihbasis zum Viertligisten Mansfield Town und bestritt bis Anfang Januar 2015 zehn Ligaspiele in der Football League Two.
Im Sommer 2015 unterzeichnete der Nachwuchstorwart einen neuen Vierjahresvertrag bei Forest. Am 31. August 2016 verlieh ihn der Verein an den SC Olhanense. Bis zu seiner Rückkehr nach Nottingham im Januar 2017 bestritt er zwölf Ligapartien für den portugiesischen Zweitligisten.